# Rozalia Lubomirska
Rozalia Chodkiewicz Lubomirska (16. září 1768 v Černobylu – 30. června 1794 v Paříži) byla polská šlechtična, která byla popravena během Francouzské revoluce.

## Životopis
Narodila se jako dcera Jana Mikołaje hraběte Chodkiewicze a Marie Ludwiky Chodkiewiczové, rozené Rzewusky. V roce 1786 se provdala za Aleksandera prince Lubomirského (1751–1804), kyjevského kastelána. S ním měla dceru Rozalii Lubomirskou (1788–1865).
Lubomirska byla jedna z nejenergičtějších podporovatelek čtyřletého Sejmu a nové ústavy z 3. března 1791.
Během svého pobytu v Paříži udržovala Rozalia kontakty s girondisty. Během Hrůzovlády byla zatčena a gilotinována jako royalistický spiklenec.